# Паси (връх)
Паси (62°41′43″ ю. ш. 60°08′27″ з. д. / 62.695278° ю. ш. 60.140833° з. д.) е покрит с лед връх на остров Ливингстън. Получава това име в чест на Соломон Паси за приноса му в организирането на българските експедиции през периода 1993 – 1996 г.

## Описание
Издига се на височина 510 m във Видинските възвишения на полуостров Варна. Разположен е на 1450 m североизточно от връх Мизия, 380 m североизточно от връх Кричим, 8,59 km южно от нос Уилямс и 1620 m на запад-северозапад от връх Мадара. Издига се над ледниците Панега на югоизток, Розова долина на североизток и Съединение на северозапад.

## Картографиране
Българска топографска карта на върха като част от остров Ливингстън от 2005 и 2009 г. в резултат на топографски проучвания през 2004/05 от експедиция „Тангра“. Името му е одобрено на 11 април 2005 г.

## Карта
- L.L. Ivanov et al. Antarctica: Livingston Island, South Shetland Islands (from English Strait to Morton Strait, with illustrations and ice-cover distribution). Топографска карта в мащаб 1:100000. София: Antarctic Place-names Commission of Bulgaria, 2005.
- Л. Иванов. Антарктика: Остров Ливингстън и острови Гринуич, Робърт, Сноу и Смит. Топографска карта в мащаб 1:120000. Троян: Фондация Манфред Вьорнер, 2009. ISBN 978-954-92032-4-0